# Miyakojima, Ōsaka
Miyakojima (都島区 Miyakojima-ku) là quận thuộc thành phố Ōsaka, Nhật Bản. Tính đến ngày 1 tháng 10 năm 2020, dân số ước tính của quận là 107.904 người và mật độ dân số là 18.000 người/km2. Tổng diện tích của quận là 6,08 km2.